# باشگاه فوتبال ووستر پارک
باشگاه فوتبال ووستر پارک (به انگلیسی: Worcester Park Football Club) یک باشگاه فوتبال در شهر ووستر پارک، کشور انگلستان است که در سال ۱۹۲۱ میلادی تأسیس شده‌است.